# Mount Blanchet Park
Mount Blanchet Park är en park i Kanada.   Den ligger i provinsen British Columbia, i den centrala delen av landet, 3 600 km väster om huvudstaden Ottawa. Mount Blanchet Park ligger 1 802 meter över havet.
Terrängen runt Mount Blanchet Park är bergig åt sydväst, men åt nordost är den kuperad. Mount Blanchet Park ligger uppe på en höjd. Trakten runt Mount Blanchet Park är nära nog obefolkad, med mindre än två invånare per kvadratkilometer.. Det finns inga samhällen i närheten. 
I omgivningarna runt Mount Blanchet Park växer i huvudsak barrskog.